# イスルムニヤ精舎

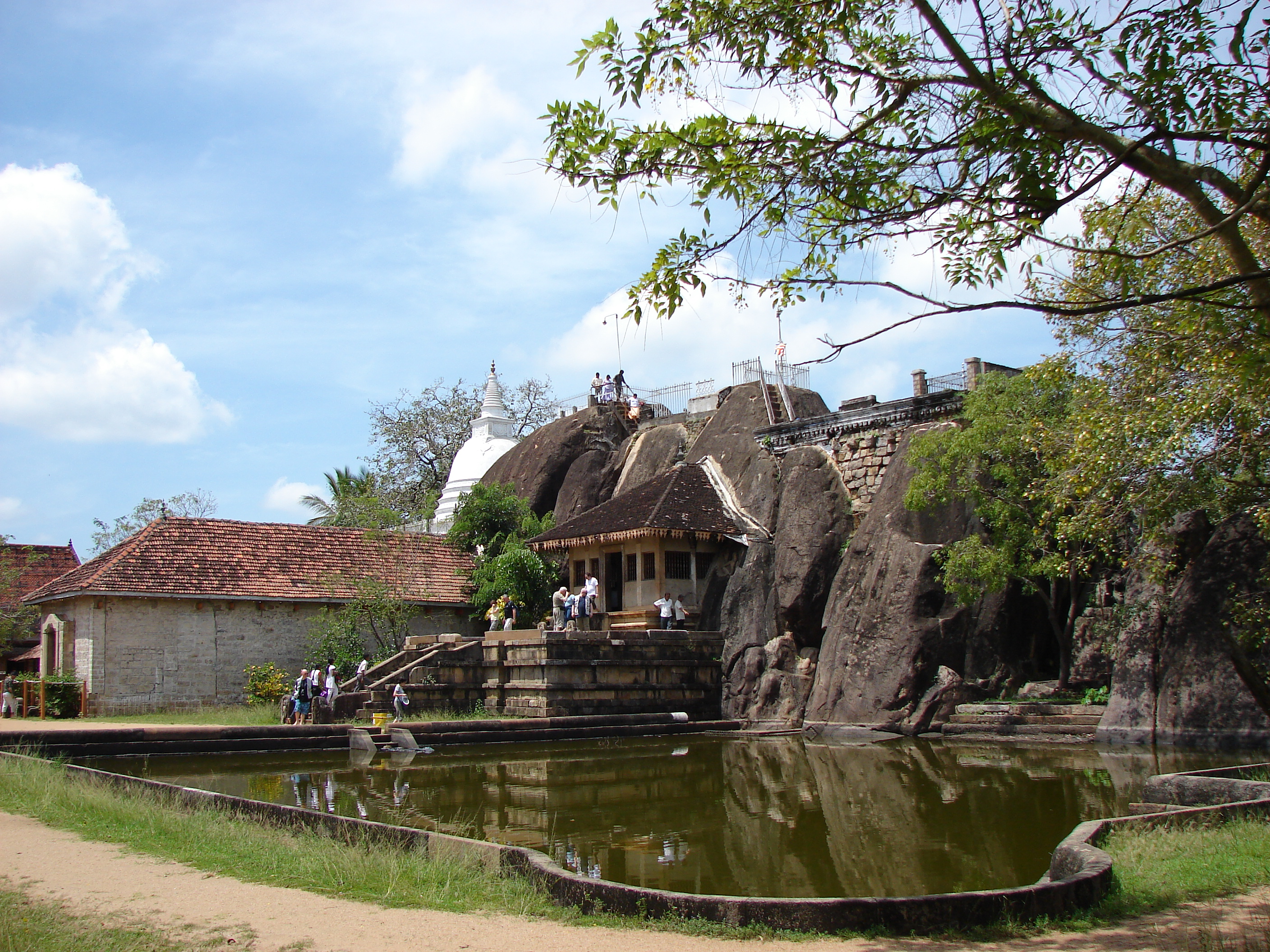
イスルムニヤ精舎

イスルムニヤ精舎（Isurumuniya Vihara）はスリランカ北中部州アヌラーダプラに位置する精舎。
紀元前3世紀ごろ、当時の王デーワーナンピヤ・ティッサ王が仏教の保護を目的にこの地に建設した。現在は当時の僧院の一部残ったものを修復し現在公開されている。本堂には横たわった巨大な仏像がおり、その色鮮やかな色は日本の浅草寺による援助でいろの塗り替えを行っている。
近くの岩肌には御堂が造られている他、数多くの神々をモチーフにした仏教彫刻を見ることができる。また本堂の脇には寺院の北にある王宮庭園から発見された像が展示されている。